# Об'єднаний вузол зв'язку НГ (Україна)
Об'єднаний вузол зв'язку (ОВЗ НГ, в/ч 3077) — підрозділ зв'язку у складі Національної гвардії України.

## Історія
10 серпня 1943 року штабом внутрішніх військ НКВС Українського округу в місті Харкові сформувалась Окрема рота зв’язку. Основою формування явився існуючий при штабі округу вузол зв’язку. Командування роти очолює капітан Январьов Іван Васильович.
22 січня 1944 року Окрема рота зв’язку за наказом начальника внутрішніх військ НКВС Українського округу передислоковується в м. Київ. Окрема рота зв’язку переформовується.
14 вересня 1951 року в місті Києві, вул. Сурикова 26, на базі Окремої роти зв’язку Управління внутрішньої охорони КДБ Українського округу почалося формування Окремого дивізіону зв’язку.
30 червня 1953 року в м. Києві Окремий дивізіон зв’язку Внутрішньої Охорони КДБ СРСР Українського округу переформований  в частину Внутрішньої охорони Міністерства внутрішніх справ Української РСР. Дивізіон увійшов до складу цієї частини.
20 березня 1954 року дивізіон розформовано і передано на формування Окремої команди зв’язку Управління Внутрішньої охорони Української РСР.
16 травня 1960 року в м. Києві Окрема команда зв’язку УВКО МВС України переформована в Окрему роту зв’язку Управління внутрішніх військ МВС Української РСР. Наказом Міністра Оборони громадського порядку СРСР Окрему роту зв’язку Управління військ внутрішньої та конвойної охорони МООП УРСР перейменовано в Окремий дивізіон зв’язку Управління військ внутрішньої та конвойної охорони МООП СРСР по УРСР.
В 1963 році Окремий дивізіон зв’язку УВВВКО СРСР по УРСР перейменовано в Окремий батальйон зв’язку ВВ МВС СРСР по Українській та Молдавській  РСР ( військова частина 3254).
З 1964 року батальйон дислокується на вулиці Щорса 38.
7 лютого 1992 року наказом начальника ВВ та КО України №3 на базі Окремого батальйону зв’язку УВВКО СРСР по Українській та Молдавській РСР було сформовано Окремий батальйон зв’язку ВВ МВС України, військова частина 3077 та 27 полк зв’язку Національної гвардії України, військова частина 2263.
22 березня 2000 року наказом Міністра внутрішніх справ України № 167 на базі Окремого батальйону зв’язку ВВ МВС України та 27 полку зв’язку Національної гвардії України сформовано полк зв’язку внутрішніх військ МВС України (військова частина 3077).
30 січня 2004 року наказом Міністра внутрішніх справ частину було перейменовано в об’єднаний вузол зв’язку КП ГУВВ МВС України.
З 2004 року об’єднаний  вузол зв’язку  КП  ГУВВ МВС  України дислокується на учбовому центрі ВВ МВС України с. Нові Петрівці.
8 квітня 2014 року наказом Міністра Внутрішніх Справ України №445 об’єднаний вузол зв’язку внутрішніх військ МВС України перетворено в Об’єднаний вузол зв’язку Національної гвардії України.
24 лютого 2022 року частина піддалася ракетному удару з боку військ російської федерації.

## Храм
30 травня 2018 р. на території військової частини митрополит Переяславський і Білоцерківський Епіфаній звершив чин освячення місця під будівництво храму-каплиці на честь Святого архістратига Божого Михаїла.

## Командування
- полковник Петро Горбатюк (2017-2022)
- полковник Руслан Білоус (2022-)